# Спомен за близначката
„Спомен за близначката“ е български игрален филм (драма) от 1976 година на режисьора Любомир Шарланджиев, по сценарий на Константин Павлов. Оператор е Цанчо Цанчев. Музиката във филма е композирана от Димитър Вълчев. Художник на постановката е Александър Дяков.

## Сюжет
Семейството на 15-годишния Виктор е евакуирано заради бомбардировките в малкото село Чекало. Тук постепенно впечатлителното момче започва да опознава хората: големия род на дядо Тоше, комуниста Първан, известния софийски журналист, циганите, селския идиот Боко и Невена – неизлечимо болната красива жена, която е дошла да умре в усамотение. Всичко това Виктор си спомня след 30 години, когато може да разсъждава за понятия като смърт и възмездие, смърт и безсмъртие, а събитията, които са се случили, са оказали въздействие върху живота на поколения напред...

## Актьорски състав
- Невена Коканова – Невена
- Емилия Радева – Асенка
- Никола Тодев – Стефан
- Лъчезар Цончев – Виктор
- Григор Вачков – Първан
- Марин Янев – Боко
- Димитър Бочев – Сотир
- Иван Григоров – Кръчмарят Гошо
- Елена Мирчовска – Виолета
- Николай Бинев – Чете текста
- Сотир Майноловски
- Никола Николов
- Петър Пейчев
- Зинка Друмева
- Николай Начков
- Петър Петров – кметът
- Генчо Димитров
- Янка Влахова
- Катя Тодорова
- Стефан Бановски
- Вера Дикова
- Юрий Сенкевич
- Виталий Макаров
- Стоян Стойчев – стражарят Стефан
- Божидар Лечев
- Тодор Панков
- Никола Кръстев
- Георги Миндов
- Христо Мавров

## Награди
- Специална награда, (Варна, 1976).[1]